# ホモサピ
ホモサピ（2002年5月15日 - ）は日本のYouTuber。自然界の生物を捕獲、調理して食べるという野食料理系YouTuberの一人。株式会社アナライズログとエージェント契約を締結している。
虫や魚、雑草など自然にいる生きものを捕獲し、調理する動画を投稿している生きもの系YouTuber。生きものに関する膨大な知識量や饒舌な語り口調に加え、野外で捕獲した動植物をその場で食べるなどの動画で人気を得ている。

## 経歴
2018年ごろから動画編集を始める。
サイエンスアーティストの市岡元気がYouTubeチャンネルを開設してから一か月ほど経った、2020年10月ごろに市岡のアシスタントとして活動を始める。
2021年4月1日にYouTubeアカウントを開設、運営を始め、翌日の4月2日に本人初となる動画を投稿する。チャンネル名は「人間」にしようとしていたが、単純すぎるという理由で取りやめ、人間の学名であるホモ・サピエンスに由来して、「ホモサピ」とした。投稿動画は野食料理系YouTuber界隈では珍しいテンポの良い編集であったことで話題となった。その勢いで約5か月後の同年8月26日にYouTubeチャンネルの登録者が10万人を突破する。
2021年9月1日、市岡のアシスタントを卒業する。
2022年3月12日、本人のTwitterにて、定時制高校を卒業したことを発表した。
2022年9月1日、本人のTwitterにて、結婚したことを発表した。
2022年12月6日に、YouTubeは公式ブログにて『2022年度日本のYouTube年間ランキング』を発表した。2022年内で登録者数を大きく伸ばしたチャンネルを選ぶ国内トップ登録者増加クリエイター部門で4位となった。
2023年10月1日、コレコレの配信にて、妻子がありながらファンである19歳の女性と不倫していたことが暴露された。同日にはこれに対する開き直りとも取れる発言を自身のX（旧Twitter）アカウントに投稿していたが、4日、Xアカウントで謝罪と活動休止発表の投稿を行った。11月5日、Xアカウントで活動再開を報告した。

## 人物
ホモサピ自身が市岡元気のファンで、動画を初期から見ており、市岡の影響で液体窒素で遊びたいと思い、液体窒素を入れる缶を購入した。しかし缶が大きく、自室に置くと部屋がいっぱいになってしまった。そのため、母親に捨てるよう言われ、メルカリに出品したところ、買い取りに来たのは自身がファンである市岡であった。そこで後日、ホモサピは、市岡の動画を手伝いたいとする趣旨のメールをし、市岡にそれが認められ、アシスタントをするようになった。
動画内の発言から、マキシマムという調味料を溺愛していることがうかがえ、動画にも高頻度で登場する。また、屋外の撮影で食材に熱を加えるときには、小型のガスバーナーを使用することが多く、マキシマムとともに動画に高頻度で登場する。
また、動画内で語られた、本人が幼かった頃のエピソードには、「小学生の時、クラスでアシナガバチの巣を獲るのを流行らせてしまった」、「小学校の前の水路にグッピーがいるかいないかで友達と殴り合いの喧嘩に発展したことがある」、「おままごとで1人だけサバイバルをしていた」、「学校の落とし物は匂いで誰かわかった」などがあり、幼少期から自然や生物に触れていたことを物語っている。
一番嫌いな教科は算数。

## 執筆

### 著書
- 地球は食べ物 いきもの獲って食べてみた日記（KADOKAWA、2022年7月、ISBN 978-4-048-97446-2）
- 冒険が知識に変わる ホモサピのいきもの調査報告書（KADOKAWA、2023年8月、ISBN 978-4-048-97552-0）

### 雑誌連載
- 野食系YouTuberホモサピのネイチャークッキング!（三才ブックス「月刊ラジオライフ」2022年7月号 - 連載中） - YouTubeと同じ内容を誌面で再現したもの[14]。